# روبرت جوزيف هرمان
روبرت جوزيف هرمان (بالإنجليزية: Robert Joseph Hermann)‏ هو كاهن كاثوليكي أمريكي، ولد في 12 أغسطس 1934 في Weingarten, Missouri ‏ في الولايات المتحدة.